# Amphoe Bang Mun Nak
Amphoe Bang Mun Nak (Thai: อำเภอ  บางมูลนาก) ist ein Landkreis (Amphoe – Verwaltungs-Distrikt) im Süden der Provinz Phichit. Die Provinz Phichit liegt in der Nordregion von Thailand. 

## Geographie
Benachbarte Landkreise (von Westen im Uhrzeigersinn): die Amphoe Pho Thale, Taphan Hin, Thap Khlo und Dong Charoen der Provinz Phichit, sowie Nong Bua und Chum Saeng der Provinz Nakhon Sawan.

## Verwaltung

### Provinzverwaltung
Der Landkreis Bang Mun Nak ist in zehn Tambon („Unterbezirke“ oder „Gemeinden“) eingeteilt, die sich weiter in 78 Muban („Dörfer“) unterteilen.
| Nr. | Name         | Thai     | Muban | Einw. |
| --- | ------------ | -------- | ----- | ----- |
| 01. | Bang Mun Nak | บางมูลนาก | 0-    | 8.800 |
| 02. | Bang Phai    | บางไผ่    | 12    | 7.014 |
| 03. | Ho Krai      | หอไกร    | 09    | 6.136 |
| 04. | Noen Makok   | เนินมะกอก | 12    | 7.046 |
| 05. | Wang Samrong | วังสำโรง  | 07    | 3.611 |
| 06. | Phum         | ภูมิ       | 05    | 2.192 |
| 07. | Wang Krot    | วังกรด    | 06    | 2.466 |
| 08. | Huai Khen    | ห้วยเขน   | 05    | 1.477 |
| 09. | Wang Taku    | วังตะกู    | 12    | 5.400 |
| 14. | Lam Prada    | ลำประดา  | 10    | 2.609 |

Hinweis: Die fehlenden Nummern (Geocodes) beziehen sich auf die Tambon, aus denen heute der Landkreis Dong Charoen besteht.

### Lokalverwaltung
Es gibt eine Kommune mit „Stadt“-Status (Thesaban Mueang) im Landkreis:
- Bang Mun Nak (Thai: เทศบาลเมืองบางมูลนาก) bestehend aus dem kompletten Tambon Bang Mun Nak.

Es gibt vier Kommunen mit „Kleinstadt“-Status (Thesaban Tambon) im Landkreis:
- Bang Phai (Thai: เทศบาลตำบลบางไผ่) bestehend aus Teilen des Tambon Bang Phai.
- Wang Taku (Thai: เทศบาลตำบลวังตะกู) bestehend aus Teilen des Tambon Wang Taku.
- Ho Krai (Thai: เทศบาลตำบลหอไกร) bestehend aus dem kompletten Tambon Ho Krai.
- Noen Makok (Thai: เทศบาลตำบลเนินมะกอก) bestehend aus dem kompletten Tambon Noen Makok.

Außerdem gibt es sechs „Tambon-Verwaltungsorganisationen“ (องค์การบริหารส่วนตำบล – Tambon Administrative Organizations, TAO)
- Bang Phai (Thai: องค์การบริหารส่วนตำบลบางไผ่) bestehend aus Teilen des Tambon Bang Phai.
- Wang Samrong (Thai: องค์การบริหารส่วนตำบลวังสำโรง) bestehend aus dem kompletten Tambon Wang Samrong.
- Phum (Thai: องค์การบริหารส่วนตำบลภูมิ) bestehend aus den kompletten Tambon Phum, Huai Khen.
- Wang Krot (Thai: องค์การบริหารส่วนตำบลวังกรด) bestehend aus dem kompletten Tambon Wang Krot.
- Wang Taku (Thai: องค์การบริหารส่วนตำบลวังตะกู) bestehend aus Teilen des Tambon Wang Taku.
- Lam Prada (Thai: องค์การบริหารส่วนตำบลลำประดา) bestehend aus dem kompletten Tambon Lam Prada.

## Verkehr
Bang Mun Nak hat einen Bahnhof der Thailändischen Staatsbahn an der Nordbahn, die Bangkok mit Chiang Mai verbindet.